# Caramelle (Sängerin)
Caramelle (* 1988 in Itzehoe, Schleswig-Holstein, als Aileen Dankyi-Sampong) ist eine R&B/Pop-Sängerin aus Deutschland.

## Karriere
Die in Deutschland geborene Sängerin mit deutsch-ghanaischen Wurzeln Aileen Dankyi-Sampong alias „Caramelle“ erzielte mit 18 Jahren (14. Februar 2007) eine Top-50-Platzierung mit der Coverversion von Self Control (Original von Laura Branigan) in den Media Control Charts (KONTOR-Records). Es erschien auch ein Musikvideo, welches europaweit ausgestrahlt wurde. Caramelle tourte über ein Jahr durch Deutschland und Österreich.
Ende 2007 erschien die zweite Single Last Christmas, eine Coverversion der Band „Wham!“, womit die Sängerin hohe Download-Charts-Platzierungen weltweit erzielte, wie z. B. Platz 1 in Korea, Iran und Polen.
In dieser Zeit tourte sie, u. a. mit US-Rapper DMX, und begann eine Modelkarriere. Im Jahre 2008 erschien die Single Amazing Grace. Die Besonderheit: Dies war die erste veröffentlichte Single, in der Caramelle auch als Songwriterin gearbeitet hat.
2009 erschien die Single No Crime, Caramelle schrieb den Text und erarbeitete zusammen mit der Produktionsfirma B&M Productions das zweite Musikvideo.
Heute arbeitet Caramelle als Sängerin und Model/Schauspielerin sowie als Medizinische Fachangestellte.

## Diskografie

### Singles
- 2007: Self Control (feat. Nitro)
- 2007: Last Christmas
- 2008: Amazing Grace
- 2009: No Crime
- 2011: Living for the weekend